# Ramzy Bedia
Ramzy Habib El Haq Bedia (Arabisch: رمزي حبيب إل حق بيديا;) (Parijs, 10 maart 1972) is een Franse acteur, scenarioschrijver en filmregisseur van Algerijnse afkomst.
Bedia begon zijn carrière als komiek in 1994 na een ontmoeting met Éric Judor met wie hij het duo Éric et Ramzy vormde. Ze begonnen hun eigen tv-show op tv-zender M6.

## Filmografie

### Film
(Selectie)
- La Tour Montparnasse infernale (2001)
- Double Zéro (2004)
- Steak (2007)
- Seuls Two (2008)
- Il reste du jambon ? (2010)
- Halal police d'État (2011)
- Des vents contraires (2011)
- Les Seigneurs (2012)
- Les Kaïra (2012)
- Vandal (2013)
- Des lendemains qui chantent (2014)
- Je suis à vous tout de suite (2015)
- Les nouvelles aventures d'Aladin (2015)
- La Tour de contrôle infernale (2016)
- Pattaya (2016)
- Hibou (2016)
- Une vie ailleurs (2017)
- Coexister (2017)
- Rattrapage (2017)
- Les Aventures de Spirou et Fantasio (2018)
- Taxi 5 (2018)
- Alad'2 (2018)
- La Lutte des classes (2019)
- Terminal Sud (2019)
- Rendez-vous chez les Malawas (2019)
- Forte (2020)
- Balle perdue (2020)
- Les Blagues de Toto (2020)
- Fantasmes (2021)

### Televisie
(Selectie)
- H (1998-2002)
- Platane (2011-2019)
- Dix pour cent (2017)
- Calls (2019)
- Le Grand Bazar (2019)
- La Flamme (2020)